# Pietro Lanza
Pour les articles homonymes, voir Lanza.
Pietro Lanza (4 août 1807, Palerme - 27 juin 1855, Paris), prince de Scordia et Butera, est un homme politique et patriote sicilien qui fut président du Conseil du royaume de Sicile.

## Biographie
Pietro Lanza venait d'une famille noble sicilienne, en effet, il était le fils du prince Giuseppe Lanza et de la noble Stefania Branciforti. Pietro hérita du titre de prince de Scordia et Butera. De 1835 à 1837, il fut juge d'instance à Palerme où il se distingua en 1837 dans la lutte contre le choléra.
Il participe à la révolution indépendantiste sicilienne de 1848 et il obtient la charge de ministre de l'Instruction. Il fut pendant une brève période, du 8 février 1849 au 7 avril 1849, président du Conseil du royaume de Sicile, émancipé de la couronne de Naples, avant de devenir Ministre de l'extérieur.
Avec la répression de la révolution indépendantiste sicilienne, il s'exile à Gênes puis à Paris où il écrit ses mémoires, Dei mancati accomodamenti fra la Sicilia e Ferdinando Borbone, qui seront publiées à titre posthume en 1898.
Son père, le prince de Trabia, fidèle partisan de la famille royale, tente vainement de lui obtenir la grâce de Ferdinand II.

## Œuvres
- Considerazioni sulla storia di Sicilia dal 1534 al 1789.
- Degli Arabi e del loro soggiorno in Sicilia.
- Il giornalismo straniero la diplomazia e la Sicilia.
- L'armistizio e il nostro avvenire.
- La Pena di morte di fronte alla necessità, alla giustizia.
- Lezione accademica sugli asili infantili.
- Sulla dominazione degli Suevi in Sicilia.
- Dello spirito di associazione nell'Inghilterra in particolare.
- Dei mancati accomodamenti fra la Sicilia e Ferdinando Borbone (posthume).

## Sources
- (it) Cet article est partiellement ou en totalité issu de l’article de Wikipédia en italien intitulé « Pietro Lanza di Scordia e Butera » (voir la liste des auteurs).